# Блэкберн, Саймон
Саймон Блэкберн (англ. Simon Blackburn, род. 12 июля 1944 года, Чиппинг Содбери, Англия) — английский академический философ, известный своими работами в области метаэтики, где он защищает квази-реализм и философию языка; за последнее время получил широкую аудиторию благодаря попыткам популяризировать философию. Блэкберн появлялся во многих эпизодах документального сериала «Ближе к истине». За свою долгую карьеру он преподавал в Оксфордском университете, Кембриджском университете и Университете Северной Каролины, Чапел-Хилл.

## Жизнь и карьера
Блэкберн родился 12 июля 1944 года в Чиппинг Содбери, Англия. Он учился в Клифтон-колледже и в 1965 году получил степень бакалавра философии в Тринити-колледже в Кембридже. Получил докторскую степень в 1970 году в Черчилль-колледже, Кембридж. Блэкберн ушел с должности профессора философии в Кембриджском университете в 2011 году, но остается выдающимся ученым-исследователем философии в Университете Северной Каролины в Чапел-Хилл, а также преподает каждый осенний семестр. Он также является членом Тринити-колледжа в Кембридже и членом профессуры Нового гуманитарного колледжа. Ранее он преподавал в Колледже Пемброк, Оксфорд, а также в Университете Северной Каролины. Блэкберн является бывшим президентом Аристотелевского общества — его президентский срок приходился на 2009—2010 годы. Он был избран членом Британской академии в 2002 году и иностранным почетным членом Американской академии искусств и наук в 2008 году. Является бывшим редактором журнала «Mind».

## Философская деятельность
В философии Блэкберн наиболее известен как сторонник квази-реализма в метаэтике и как защитник неоюмианских взглядов на различные темы. «Квази-реалист — это тот, кто поддерживает анти-реалистическую метафизическую позицию, но стремится к философскому маневрированию, чтобы заслужить право на моральный дискурс, чтобы насладиться всеми атрибутами реалистического разговора». В 2008 году был издан «Оксфордский словарь философии», созданный Блэкберном. В 2014 году «Блэкберн» опубликовал «Зеркало, зеркало: использование любви к себе и злоупотребление ею», где он сосредотачивается на различных философских аспектах любви к себе, обсуждает современные формы и проявления гордости, любви, целостности или самооценки в различных философских областях и идеях.

## Публичная деятельность
Блэкберн время от времени появляется в британских СМИ, таких как программа BBC Radio 4 «Моральный лабиринт».

Он является попечителем Британской гуманистической ассоциации, и когда его попросили объяснить свой атеизм, он сказал, что предпочитает ярлыку атеиста название «неверующий»:
Являясь неверующим, то есть, просто не имея веры, мне не нужно ничего доказывать. Я не верю в Лох-Несское чудовище и не пытаюсь доказать, что его не существует, хотя, безусловно, есть неопровержимые аргументы, что его нет.
Блэкберн был одним из 55 общественных деятелей, подписавших открытое письмо, опубликованное в «The Guardian» в сентябре 2010 года, в котором заявлялось о несогласии с государственным визитом Папы Римского Бенедикта XVI в Великобританию и утверждалось, что «религиозные деятели» должны иметь меньшее влияние в политических делах. Тогда же Блэкберн доказывал в ходе телевизионных дебатов, что автор концепции антитеизма и нейробиолог Сэм Харрис утверждает, что мораль может быть выведена из науки.